# Lithocarpus papillifer
Lithocarpus papillifer là một loài thực vật có hoa trong họ Cử. Loài này được Hatus. ex Soepadmo mô tả khoa học đầu tiên năm 1970.